# École polytechnique de Szczecin
Pour les articles homonymes, voir École polytechnique.
L’École polytechnique de Szczecin (Politechnika Szczecińska) est un établissement d'enseignement supérieur technologique polonais créé en 1946 et dissous en janvier 2009 au profit de l'université de technologie de Poméranie occidentale (ZUT, Zachodniopomorski Uniwersytet Technologiczny w Szczecinie), issue d'une fusion avec l'Académie d'agriculture de Szczecin (Akademia Rolnicza w Szczecinie).

## Facultés
L'université avait au moment de sa dissolution six facultés :
- Génie civil et architecture
- Génie électrique
- Informatique
- Génie mécanique et mécatronique (anciennement mécanique)
- Technologie maritime
- Technologie et ingénierie chimique

## Unités interfacultaires
- Institut de physique
- Institut de mathématiques
- Institute d'électrotechnique
- Institut d'économie et de gestion
- Département d'éthique des affaires et de philosophie
- Centre de langues étrangères
- Centre d'éducation physique sportive
- Centre culturel et musical
- Bibliothèque centrale
- Centre britannique
- Antenne à Gorzów Wielkopolski

## Histoire
L'école d'ingénieurs de Szczecin a été créée le 1er décembre 1946 avec trois départements : génie électrique, civil et mécanique. La Faculté de chimie a suivi l’année suivante.
En 1955 elle a été transformée en École polytechnique de Szczecin.
Le 1er janvier 2009 elle a fusionné avec l'Académie d'agriculture pour donner naissance à l'université de technologie de Poméranie occidentale (ZUT).